# 莱蒙诉库兹曼案
莱蒙诉库兹曼案（Lemon v. Kurtzman ），判例编号：403 US 602 (1971)，美国最高法院审理的一起案件。法院以8比0的裁决裁定宾夕法尼亚州1968年的《非公立小学和中学教育法》（由大卫·库兹曼代表）违宪，并以8比1的裁决裁定罗德岛州1969年的《工资补充法》违宪，违反了第一修正案政教分离条款。该法案允许公立学校的学监根据公共教科书和公共教学材料向私立学校（主要是天主教）偿还在这些私立小学任教的教师的工资。莱蒙是联邦和地方法院的一个主要判例，直到它经2022年肯尼迪诉布雷默顿学区案被推翻。 